# Citronbrynad tyrann
Citronbrynad tyrann (Conopias cinchoneti) är en fågel i familjen tyranner inom ordningen tättingar.

## Utseende och läte
Citronbrynade tyrannen är en 16 cm lång fågel. Huvudet är mestadels olivgrön med lysande gult i pannan och ett brett ljusgult ögonbrynsstreck som gett arten dess namn. Ovansidan är likaså mest olivgrön, dock sotbrun på vingar och stjärt. Undersidan är gul. Ögat är mörkt, den rätt långa näbben svart och benen svartaktiga. Lätet är ett distinkt, ljust och nasalt "whee-ee-ee-ee, wheedidididídí" eller "pa-treeer-pa-treeer-pa-treeer".

## Utbredning och systematik
Citronbrynad tyrann delas in i två underarter:
- Conopias cinchoneti icterophrys – förekommer i Anderna i Colombia och nordvästra Venezuela (Sierra de Perija)
- Conopias cinchoneti cinchoneti – förekommer i Anderna i östra Ecuador och östra Peru (söderut till Cusco)

## Status
Arten har ett stort utbredningsområde och beståndet anses vara stabilt. Internationella naturvårdsunionen IUCN listar den därför som livskraftig (LC).

## Namn
Citronbrynade tyrannens vetenskapliga artnamn cinchoneti syftar på skogsområdet Cinchon i Junín, Peru.